# جانقور (هریس)
جانقور یکی از روستاهای استان آذربایجان شرقی است که در دهستان بدوستان غربی بخش خواجه شهرستان هریس واقع شده‌است.
در شماره ۲۷ صورت موقوفات کتاب وقف نامه ربع رشیدی نوشته رشیدالدین فضل اله همدانی (قرن هفتم هجری) چنین آمده است:"قریه جانقور از دیه های ناحیه مهرانرود از توابع مدینه تبریز، حدودش متصل است به نهر سراه رود و به اراضی قریه کلوانق سفلی و به شارع تبریز و به اراضی قاسم آباد با توابع و لواحق و مضافات "